# ویکتور سالوا
ویکتور سالوا (انگلیسی: Victor Salva؛ زادهٔ ۲۹ مارس ۱۹۵۸) هنرپیشه، کارگردان، فیلم‌نامه‌نویس و تهیه‌کننده اهل ایالات متحده آمریکا است. وی بیشتر برای کارگردانی فیلم‌های جیپرز کریپرز و پودر شناخته شده است. متهم شدن او به عنوان مجرم جنسی باعث ایجاد جنجال شد.

## فیلم‌شناسی
- ۱۹۸۶: چیزی در زیرزمین
- ۱۹۹۵: پودر
- ۲۰۰۱: جیپرز کریپرز
- ۲۰۰۳: جیپرز کریپرز ۲
- ۲۰۰۶: جنگجوی صلح‌طلب
- ۲۰۱۴: خانه تاریک
- ۲۰۱۷: جیپرز کریپرز ۳